# Cameron Reynolds
Cameron Blake Reynolds (Pearland, 7 febbraio 1995) è un cestista statunitense.